# Mobile Tag
 (mars 2013).
Si vous disposez d'ouvrages ou d'articles de référence ou si vous connaissez des sites web de qualité traitant du thème abordé ici, merci de compléter l'article en donnant les références utiles à sa vérifiabilité et en les liant à la section « Notes et références ».
Mobile Tag, créée en 2006, est une société française implantée à Paris qui propose et développe des outils pour créer, gérer et lire des codes 2D, notamment des Flashcode. 
Ses applications Flashcode, Fotokidy et Mobiletag sur les plateformes iOS, Android et WindowsPhone[réf. nécessaire] permettent à des millions d'utilisateurs en Europe, de lire facilement depuis leur smartphone les codes édités par des centaines de milliers de marques, sociétés ou particuliers.
La société passe en procédure de sauvegarde le 15 janvier 2014, puis en procédure de redressement judiciaire le 18 septembre 2014. Entrée dans le giron du groupe Innov8, la société continue de développer les technologies sans contact, tel les QR codes, le NFC mais aussi les Beacon et la reconnaissance d'image. Puis en 2016, un nouveau rachat par le groupe détenant Mediaperformance continue de faire évoluer cette application.
Depuis, ces applications ont connu de grandes modifications, notamment techniques mais aussi tournées vers le Big Data. De nombreuses expériences auprès des utilisateurs permettent de faire évoluer les attentes des utilisateurs tout en connectant les marques, enseignes et commerçants au web mobile.
L'usage des QR codes n'étant pas assez simple, il tombe progressivement en désuétude depuis 2015[réf. souhaitée]. L'application Mobiltag, véritable clone de l'application Flashcode devient obsolète et ses mises à jour se font de plus en plus rare depuis 2017. 

## Nombre de téléchargements
Évolution du nombre de téléchargements des applications Mobiletag à travers le monde[réf. souhaitée] :
- 2006 : 450 000
- 2007 : 1 200 000
- 2008 : 2 550 000
- 2009 : 4 870 000
- 2010 : 9 650 000
- 2011 : 13 400 000
- 2012 : 21 550 000
- 2015 : 4 000 000 d'utilisateurs actifs en France (source interne)
- 2016 : 4 600 000 d'utilisateurs actifs en France (source interne)
- 2019 : moins de 300 000 utilisateurs[réf. souhaitée]

Le nombre de téléchargements provient du nombre de téléchargements constatés sur les magasins d'applications des principaux opérateurs mondiaux. À partir de 2015, le chiffre retenu n'est plus le nombre de téléchargements mais le nombre d'utilisateurs actifs mensuellement plus représentatif de l'usage.